# Alex Hellid
Lofo Twangaka Kalle Alexander Hellid er en svensk guitarist. I 1987 stiftede han sammen med Nicke Andersson og Daniel Strachal dødsmetal-bandet Entombed hvor han til dato stadig spiller i. Udover Entombed har Hellid også spillet i Brainwarp og Nihilist.